# コンスタンティン・カラテオドリ

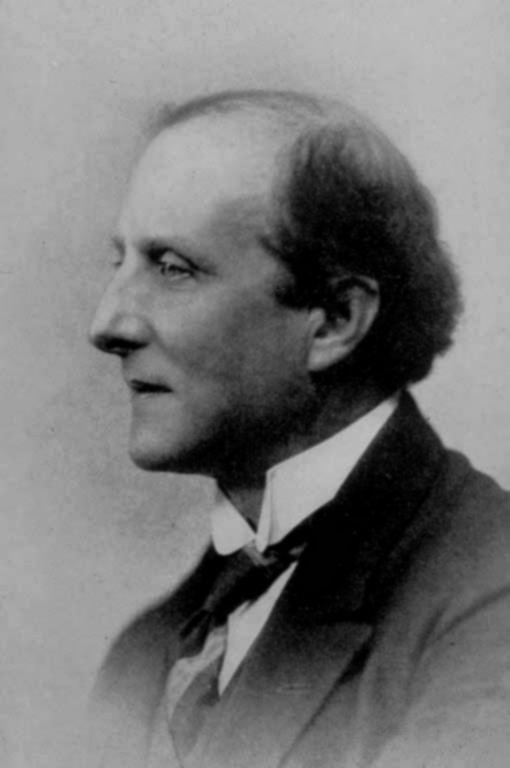
コンスタンティン・カラテオドリ

コンスタンティン・カラテオドリ（Constantin Carathéodory, 希: Κωνσταντίνος Καραθεοδωρή コンスタンティノス・カラテオドリ、1873年9月13日 - 1950年2月2日）は、ギリシアの数学者。測度論の研究で知られる。

## 略歴
1873年、ドイツのベルリンで生まれ、ベルギーのブリュッセルで育つ。両親はギリシア人。カラテオドリ家は外務大臣などを出したファナリオティスの名家で、父親もベルギーでオスマン帝国の大使館秘書をしていた。
1900年、ベルリン大学に入学するが、ゲッティンゲン大学が気に入り、1902年からはこちらで勉強する。1905年、ヘルマン・ミンコフスキーの指導のもとで学位をとる。
1907年、父親が死去。ボンで無給講師として研究する。1909年、11歳年上の伯母と結婚。
1920年、ギリシア領となったイズミルの大学で職を得るが、1922年の希土戦争により、ギリシア住民は街を追われてしまう。カラテオドリは図書館の蔵書と共にアテネに移住し、本を戦火から守った。アテネ大学で指導を行う。
1924年、ミュンヘン大学に教授の職を得る。1950年に死去するまで同職にあった。

## 熱力学
「任意の熱平衡状態の近傍には、断熱変化では到達不可能な状態が存在する」というカラテオドリの原理（定理とも）を提唱した。これは熱力学第二法則と等価な原理であり、またサイクルを用いない定式化でもある。この原理から、積分分母として温度を定義し、エントロピーの諸性質を導くことが出来る。

## 関連書籍
- 原島鮮『熱力学・統計力学』培風館　カラテオドリの原理に関する説明が書かれている数少ない邦書